# Cam xã Đoài
Cam xã Đoài là một đặc sản của xã Nghi Diên (tên nôm là xã Đoài), huyện Nghi Lộc, tỉnh Nghệ An. Cam xã đoài được thu hoạch vào dịp gần Tết và thường được các nhà buôn đặt mua ngay tại vườn trước tận mấy tháng. Cam xã Đoài có hai loại: 
- Cam lót (tên địa phương) là giống cam hình quả giống quả nhót.
- Cam bầu hay cam bù (gọi theo phương ngữ), là loại cam hình quả bầu.